# Vacina contra a difteria
A vacina contra a difteria é uma vacina usada contra Corynebacterium diphtheriae, o agente causador da difteria. Seu uso resultou na diminuição em mais de 90% do número de casos no mundo, entre 1980 e 2000. A primeira dose é recomendada a partir das seis semanas de idade, com duas doses adicionais em quatro semanas, após o qual tem cerca de 95% de eficácia durante a infância. Mais três doses são recomendadas durante a infância. As doses de reforço a cada dez anos não são mais recomendadas.
A vacina contra a difteria é muito segura. Efeitos colaterais significativos são raros e pode ocorrer dor no local da injeção. Um caroço pode formar-se no local da injeção, que dura poucas semanas. A vacina é segura na gravidez e entre aqueles que têm uma função imune deficiente.
A vacina é aplicada em várias combinações com outras vacinas. Uma combinação inclui a vacina antitetânica (conhecida como vacina dT ou Dt), outra vem com o tétano e a coqueluche (conhecida como vacina DPT), e outras incluem outras vacinas, como a vacina contra Hib, vacina contra a hepatite B, ou vacina contra pólio. A Organização Mundial de Saúde tem recomendado o seu uso desde 1974. Cerca de 84% da população mundial é vacinada. É dada como uma injeção intramuscular e precisa ser mantido fria, mas não gelada.
A vacina foi desenvolvida em 1923 e está na Lista de Medicamentos Essenciais da Organização Mundial de Saúde, os medicamentos necessários mais eficazes e seguros em um sistema de saúde. O preço de atacado nos países em desenvolvimento de uma versão que contém toxóide tetânico custa entre 0.12 e 0.99 DÓLARES por dose em 2014. Nos Estados Unidos é inferior a 25 dólares.